# Athous abdurachmanovi
Athous abdurachmanovi is een keversoort uit de familie kniptorren (Elateridae). De wetenschappelijke naam van de soort is voor het eerst geldig gepubliceerd in 2004 door Dolin in Dolin & Penev.